# Brian Marshall
Brian Marshall, född 24 april 1973, är en amerikansk basist, som har spelat  i Creed och Alter Bridge. År 2004 grundade han Alter Bridge tillsammans med Mark Tremonti och Scott Phillips.